# Васил Сотиров (писател)
 Тази статия е за писателя.  За други значения вижте Васил Сотиров.  
Васил Сотиров Сотиров е български писател, поет и преводач.

## Биография
Васил Сотиров е роден на 31 май 1947 г. в София в семейството на художници. Завършва Френската езикова гимназия. Следва българска филология в СУ „Климент Охридски“. Работи в Главна редакция „Хумор, сатира и забава“ при Българското радио, сп. „Карикатура“, Студия за анимационни филми „Бояна“, в. „Пардон“, в. „Дума“, в. „Република“. Член е на СБП.
Син Сотир.
Дъщеря Мария.

## Награди
- „Сребърна фурма“ за хумористичен разказ – Бордигера, Италия (1977);
- награда „Южна пролет“ за дебютна стихосбирка (1983);
- „Сребърен МладЕж“ (1981) и „Златен МладЕж“ (1986) за хумористични разкази – международен конкурс „Алеко“, София;
- награда „Ламар“ за поезия (1990);
- наградата на Съюза на преводачите в България (1993);
- „Златен плакет“ за сатира в III национален поетичен конкурс „За един по-човечен свят“ (2003);
- награда „Елин Пелин“ за разказ (2007);
- „Каунь“ Първа награда за проза (2008);
- наградата за хумор и сатира „Райко Алексиев“ (2008);
- Годишната литературна награда на СБП за поезия (2013);
- „Каунь“ Първа награда за поезия (2015);
- Национален поетичен конкурс „В полите на Витоша“ Първа награда (2016);
- Годишната награда на СБП за детска литература (2016);
- Национална награда „Хр. Г. Данов“ – издание за деца (2017)
- Национална награда за литература „Валери Петров“ (2022) и др.

## Произведения
Васил Сотиров е автор на книгите:
- „Лъвовете никога не плачат“ – разкази (1981),
- „Убийство на щурец“ – стихове (1982),
- „Смъртен скок“ – стихове (1989),
- „Да ти излезе номерът“ – разкази (1989),
- „За едни има – за други няма“ – стихове (1990),
- „Цвете в саксия“ – стихове за деца (1990),
- „Пъдене на лоши духове“ – стихове (1991),
- „Да погалиш таралежче“ – стихове за деца (1991),
- „45 стихотворения стигат“ – стихове (1993),
- „Звезди посред пладне“ – епиграми (1994),
- „С джакпот на челото“ – епиграми (1997),
- „Живи бяхме да се видим“ – стихове (1997),
- „Лека кавалерия в подлеза“ – разкази (2000),
- „Душата на компанията“ – стихове (2004),
- „Излизане от пейзажа“ – стихове (2013)
- „Няма грешка, има смешка“ – стихове за деца (2016)
- "Шлюпки от тиквени семки" - епиграми (2022)
- "Пряка реч" - стихове (2023) и др.

Преводи
- Рьоне Депестър – „Корен на небесната дъга“, стихове (1978);
- Давид Диоп – „Крилото на желанието“, стихове (1983);
- Реймон Кьоно – „Упражнения по стил“ (съвместно с Елена Томалевска – 1990, 1996, 2011, 2013);
- Франсоа Вийон – „Голямото завещание“, стихове (1992, 1993, 2000, 2004);
- Леополд Седар Сенгор – „Нощни бдения“, стихове (2003)
- Франсоа Вийон - "Балади" (2023) и др.

Драматургия: 
- „Колелото“,
- „Спасители“,
- „Палачинката“,
- „На риба“,
- „Котешкият марш“,
- „Сянката“
- „Райска ябълка“ (сценарии за анимационни филми),
- „Шерифът Лъки“ (пародиен уестърн),
- "И това ако е морал" (тв новела),
- „Зайковата къщурка“ (детска куклена пиеса),
- „Една нощ в зоологическата градина“ (детска куклена пиеса в съавторство с Росен Босев),
- „Млечен бар“ (тв шоу програма),
- „Паднал от Марс“ (театрален спектакъл в съавторство с Димитър Бежански) и др.